# FM Center
FM Center es un circuito de radio venezolano con sede principal en Caracas. Fue fundado por Rodolfo Rodríguez García y es la cadena privada más grande de ese país, al poseer 64 estaciones de radio FM y AM en el país y una en internet. Se encuentra dividido en cinco sub-circuitos: AM Center, Circuito La Romántica, Circuito Fiesta, Circuito Candela Pura y Circuito Hot.
FM Center también produce y transmite otros servicios de radio como noticias (FM Center es Noticia).

## Historia
En enero de 1997, con Rodolfo Rodríguez García en la Presidencia (procedente del Circuito Radiovisión) y Martha Rodríguez-Miranda en la Dirección General; FM Center asume el reto de convertirse en el primer circuito radial del país. Para ese momento, 4 emisoras en Caracas comenzaban a transitar este camino: 88.9 (a la cual posteriormente se le bautizaría con el nombre de La Romántica), Hot 94.1, Estrella 96.3 y Fiesta 106.5; además de 93.9 en Ciudad Bolívar; estaciones con estilos diferentes y definidos.
Ya para el año 1998 el circuito FM Center se destacaba en los Premios Mara de Oro, reconocimiento que de por sí se convirtió en un espaldarazo para comenzar la expansión hacia el interior del país.
La llegada del nuevo milenio trae consigo el lanzamiento del circuito AM Center, cuya emisora matriz es RQ 910 AM (dicha emisora que inició sus transmisiones en 1986, la frecuencia 910 era ocupada por la estación Radio Aeropuerto, la cual fue vendida, dando paso a la nueva emisora), siendo el primer circuito de estaciones en Amplitud Modulada con tecnología satelital. En nuestra Caracas, FM Center suma entre sus filas la señal de 91.9, emisora que se encontraba dentro del estilo Adulto y que posteriormente pasó a llamarse Life 91.9, con lo que; sumada a las emisoras ya existentes; se lograba cubrir todos los targets de audiencia. Este mismo año 2000 la sede del circuito y sus emisoras se mudan al Centro Comercial Concresa, bajo el concepto de estudios interactivos que permiten; además de escuchar a los talentos; verlos mientras están al aire en sus respectivos programas. En septiembre de ese mismo año 2000, FM Center lanza el primer y único servicio integral al conductor en el área metropolitana: Traffic Center. Con Alejandro Cañizales como conductor inicial y actualmente con Renato Yáñez en el poderoso helicóptero Bell Ranger rojo desde los cielos caraqueños, Traffic Center le brinda a la población, la información más efectiva, concreta y oportuna del tránsito capitalino y las mejores rutas a seguir, haciendo labor de servicio público y creando conciencia de los múltiples problemas que afectan a nuestra ciudad, mediante campañas preventivas y educativas.
A finales del año 2008 la señal 91.9 cambia de estilo, transformándose en la nueva Estrella (rebautizada en 2011 como Candela Pura) cuya frecuencia original (96.3) pertenece al Estado Venezolano.
En mayo de 2014 la señal de Radio Recuerdos 1300 AM se transforma en Deportiva 1300 AM Center, la casa del deporte en radio, la cual ofrece una completa programación que se pasea por todas las disciplinas, transmitiendo los mejores eventos deportivos. Sin embargo, la emisora finalizó sus emisiones en 2021, y todo los eventos deportivos se migraron en RQ 910 AM, Hot 94.1 FM y Candela Pura 91.9 FM. Y todas sus redes sociales se pasaron a llamarse a Deportes FM Center.

## Circuitos
Actualmente, el Circuito FM Center junto a su homólogo en Amplitud Modulada, AM Center, cuentan con 50 emisoras a lo largo y ancho del territorio nacional, repartidas entre el Circuito Romántico, el Circuito Fiesta y el Circuito Deportivo, de las cuales; La Romántica 88.9 FM (Canal 978), Candela Pura 91.9 FM (Canal 979) y Fiesta 106.5 FM (Canal 985), se conectan a sus respectivas matrices a través de la televisión por satélite de SimpleTV. Asimismo, el circuito cuenta con su portal web, el cual permite conectarse a las diferentes emisoras y escucharlas en cualquier parte del mundo gracias al RealAudio de alta fidelidad con el que cuenta.
Sólo 3 estaciones de radio no se encuentran categorizadas en alguno de los circuitos para mantener su orientación a audiencias específicas. Generalmente hay una estación de cada circuito en cada estado donde la empresa está presente. 
Esta división en circuitos permite una conveniente venta de espacios publicitarios a sus clientes de acuerdo a determinados tipos de audiencias. Los circuitos se encuentran explicados en mayor detalle en la siguiente tabla:
| Logo | Nombre                | Inicio de transmisiones      | Descripción | Eslogan                                                  | Estaciones | Estados               | Formato                                                 |
| ---- | --------------------- | ---------------------------- | --- | -------------------------------------------------------- | ---------- | --------------------- | ------------------------------------------------------- |
|      | AM Center             | Principios de 2000 (25 años) | Estaciones en modulación AM con contenido dirigido a la mayoría de los venezolanos y música popular y tradicional del país, música de salsa y vallenato | Primero en Todo                                          | 20         | 12 + Distrito Capital | Amplitud Modulada e Internet                            |
|      | Circuito La Romántica | Enero de 1997 (28 años)      | Estaciones en modulación FM con contenido dirigido a adultos y música en inglés y español de las últimas décadas y actualidad                           | La emisora que va #DirectoATusSentidos Uniendo Corazones | 21         | 15 + Distrito Capital | Frecuencia Modulada, Televisión por satélite e Internet |
|      | Circuito Fiesta       | Enero de 1997 (28 años)      | Estaciones en modulación FM con contenido dirigido cualquier audiencia y música de salsa, merengue y otros ritmos latinos                               | Pura salsa, puro sabor                                   | 20         | 15 + Distrito Capital | Frecuencia Modulada, Televisión por satélite e Internet |
|      | Circuito Candela Pura | Finales de 2008 (16 años)    | Estaciones en modulación FM con contenido dirigido cualquier audiencia y música de salsa, reggaetón, merengue, pop y bachata                            | ¡Seguimos partiéndola!                                   | 5          | 5 + Distrito Capital  | Frecuencia Modulada, Televisión por satélite e Internet |
|      | Circuito Hot          | Enero de 1997 (28 años)      | Estaciones en modulación FM con contenido dirigido a público joven y música Pop-Rock en inglés y español de las últimas décadas y actualidad            | #ComoTeGusta                                             | 3          | 3 + Distrito Capital  | Frecuencia Modulada e Internet                          |
|      | RQ 910 AM             | Principios de 1986 (39 años) | Estación en modulación AM con contenido dirigido a la mayoría de los venezolanos y música popular y tradicional del país, música de salsa y vallenato   | Somos La Vallenata. Tu AM Center Preferida.              | 1          | 2 + Distrito Capital  | Amplitud Modulada e Internet                            |

#### Cadenas extintas
| Logo | Nombre                  | Inicio de transmisiones      | Cese de transmisiones          | Descripción | Eslogan                          | Estaciones | Estados              | Formato                        |
| ---- | ----------------------- | ---------------------------- | ------------------------------ | --- | -------------------------------- | ---------- | -------------------- | ------------------------------ |
|      | Estrella 96.3 FM        | Enero de 1997 (28 años)      | Finales de 2008 (16 años)      | Estación en modulación FM con contenido dirigido cualquier audiencia y música de salsa, reggaetón, merengue, pop y bachata                            | -                                | 1          | Distrito Capital     | Frecuencia Modulada e Internet |
|      | Life 91.9 FM            | Principios de 2000 (25 años) | Finales de 2008 (16 años)      | Estación en modulación FM con contenido dirigido a la audiencia adulta y a al adulto contemporáneo, pop y rock, y bachata                             | -                                | 1          | Distrito Capital     | Frecuencia Modulada e Internet |
|      | Estrella 91.9 FM        | Finales de 2008 (16 años)    | Principios de 2011 (14 años)   | Estación en modulación FM con contenido dirigido cualquier audiencia y música de salsa, reggaetón, merengue, pop y bachata                            | -                                | 1          | Distrito Capital     | Frecuencia Modulada e Internet |
|      | Estrella On Line        | Finales de 2008 (16 años)    | Principios de 2013 (12 años)   | Estación de radio online con contenido dirigido cualquier audiencia y música de salsa, merengue, música tropical latina y bachata                     | -                                | 1          | Venezuela            | Internet                       |
|      | Radio Recuerdos 1300 AM | Enero de 1997 (28 años)      | Mayo de 2014 (11 años)         | Estación en modulación AM con contenido dirigido a la música Pop-Rock clásicos en inglés y español de los 60', 70', 80', 90' y 2000'                  | ¡Dedicada a los éxitos del ayer! | 1          | 2 + Distrito Capital | Amplitud Modulada e Internet   |
|      | Deportiva 1300 AM       | Mayo de 2014 (11 años)       | 30 de octubre de 2021 (3 años) | Estación en modulación AM con contenido dirigido a las emisiones deportivas y música Pop-Rock en inglés y español de las últimas décadas y actualidad | Vivimos el deporte               | 1          | 2 + Distrito Capital | Amplitud Modulada e Internet   |

## Estaciones de Radio
El Circuito FM Center es propietario o al menos un importante socio en 64 estaciones de radio en Venezuela y una en internet. Se encuentran distribuidas en 21 de los 23 estados venezolanos y en el distrito capital de Caracas. Algunas estaciones de radio ubicadas en el estado Táchira pueden ser escuchadas en el otro lado de la frontera con Colombia.
| Estado           | Ciudad                  | Nombre                             | Circuito                           | Modulación                         | Frecuencia                         | Observación                                                                                  | Radio en vivo |
| ---------------- | ----------------------- | ---------------------------------- | ---------------------------------- | ---------------------------------- | ---------------------------------- | -------------------------------------------------------------------------------------------- | ------------- |
| Venezuela        | Venezuela               | Estrella On Line (Tropical Latino) | Estrella On Line (Tropical Latino) | Estrella On Line (Tropical Latino) | Estrella On Line (Tropical Latino) | Emisora online                                                                               |               |
| Anzoátegui       | El Tigre                | Fiesta                             | Circuito Fiesta                    | FM                                 | 106.3                              |                                                                                              |               |
| Anzoátegui       | El Tigre                | La Romántica                       | Circuito La Romántica              | FM                                 | 88.9                               |                                                                                              |               |
| Anzoátegui       | Barcelona/Pto. La Cruz  | Fiesta                             | Circuito Fiesta                    | FM                                 | 89.1                               |                                                                                              |               |
| Anzoátegui       | Barcelona/Pto. La Cruz  | La Romántica                       | Circuito La Romántica              | FM                                 | 98.9                               |                                                                                              |               |
| Anzoátegui       | Barcelona/Pto. La Cruz  | Hot                                | Circuito Hot                       | FM                                 | 104.5                              | Actualmente sin emisión                                                                      |               |
| Anzoátegui       | Puerto Píritu           | Fiesta                             | Circuito Fiesta                    | FM                                 | 101.9                              | Anteriormente Playera                                                                        |               |
| Anzoátegui       | Anaco                   | Redio                              | Circuito Fiesta                    | FM                                 | 103.5                              | Anteriormente Yes, fue parte del Circuito Candela Pura.                                      |               |
| Apure            | San Fernando de Apure   | Prestigio                          | Circuito Fiesta                    | FM                                 | 104.5                              |                                                                                              |               |
| Apure            | San Fernando de Apure   | Radio Superior                     | AM Center                          | AM                                 | 1070                               |                                                                                              |               |
| Aragua           | Maracay                 | Fiesta                             | Circuito Fiesta                    | FM                                 | 106.1                              |                                                                                              | [ 6 ]         |
| Aragua           | Maracay                 | La Romántica                       | Circuito La Romántica              | FM                                 | 98.1                               |                                                                                              | [ 7 ]         |
| Barinas          | Barinas                 | Furia                              | Circuito Candela Pura              | FM                                 | 89.9                               |                                                                                              |               |
| Barinas          | Barinas                 | Primerísima                        | Circuito Fiesta                    | FM                                 | 98.5                               |                                                                                              |               |
| Barinas          | Barinas                 | Marquesa                           | Circuito La Romántica              | FM                                 | 101.7                              |                                                                                              |               |
| Barinas          | Santa Bárbara           | Radio Alto Llano                   | AM Center                          | AM                                 | 600                                |                                                                                              |               |
| Barinas          | Santa Bárbara           | Sideral Stereo                     | Circuito Fiesta                    | FM                                 | 98.9                               | Anteriormente Candela Pura, fue parte del Circuito Candela Pura.                             |               |
| Barinas          | Socopó                  | Hot                                | Circuito Hot                       | FM                                 | 93.9                               | Actualmente sin emisión                                                                      |               |
| Bolívar          | Ciudad Bolívar          | Electrik                           | Circuito Fiesta                    | FM                                 | 97.7                               |                                                                                              |               |
| Bolívar          | Ciudad Bolívar          | Fiesta                             | Circuito Fiesta                    | FM                                 | 98.1                               |                                                                                              |               |
| Bolívar          | Ciudad Bolívar          | La Romántica                       | Circuito La Romántica              | FM                                 | 93.9                               |                                                                                              |               |
| Bolívar          | Ciudad Bolívar/Upata    | Radio Guayana                      | AM Center                          | AM                                 | 820                                |                                                                                              |               |
| Bolívar          | Puerto Ordaz            | Fiesta                             | Circuito Fiesta                    | FM                                 | 94.9                               | Anteriormente Hot, fue parte del Circuito Hot.                                               |               |
| Bolívar          | Puerto Ordaz            | La Romántica                       | Circuito La Romántica              | FM                                 | 102.3                              |                                                                                              |               |
| Carabobo         | Valencia                | La Romántica                       | Circuito La Romántica              | FM                                 | 94.3                               | Anteriormente Fiesta, fue parte del Circuito Fiesta.                                         |               |
| Cojedes          | San Carlos              | Ritmo                              | Circuito Fiesta                    | FM                                 | 96.9                               |                                                                                              |               |
| Delta Amacuro    | Tucupita                | Radio Tucupita                     | AM Center                          | AM                                 | 1270                               |                                                                                              |               |
| Distrito Capital | Caracas                 | RQ                                 | AM Center                          | AM                                 | 910                                | Emisora Matriz                                                                               | [ 8 ]         |
| Distrito Capital | Caracas                 | Deportiva                          | Circuito Deportiva                 | AM                                 | 1300                               | Emisora Matriz. Actualmente sin emisión. Finalizó sus emisiones en 2021.                     | [ 9 ]         |
| Distrito Capital | Caracas                 | La Romántica                       | Circuito La Romántica              | FM                                 | 88.9                               | Emisora Matriz                                                                               | [ 10 ]        |
| Distrito Capital | Caracas                 | Candela Pura                       | Circuito Candela Pura              | FM                                 | 91.9                               | Emisora Matriz                                                                               | [ 11 ]        |
| Distrito Capital | Caracas                 | Hot                                | Circuito Hot                       | FM                                 | 94.1                               | Emisora Matriz                                                                               | [ 12 ]        |
| Distrito Capital | Caracas                 | Fiesta                             | Circuito Fiesta                    | FM                                 | 106.5                              | Emisora Matriz                                                                               | [ 13 ]        |
| Falcón           | Punto Fijo              | La Romántica                       | Circuito La Romántica              | FM                                 | 90.3                               |                                                                                              |               |
| Guarico          | Calabozo                | Chévere                            | Circuito Fiesta                    | FM                                 | 91.9                               |                                                                                              |               |
| Guarico          | Calabozo                | Radio Los Llanos                   | AM Center                          | AM                                 | 1330                               |                                                                                              |               |
| Guarico          | San Juan de los Morros  | Radio Los Llanos                   | AM Center                          | AM                                 | 1060                               |                                                                                              |               |
| Guarico          | Valle de la Pascua      | Hot                                | Circuito Hot                       | FM                                 | 97.9                               | Actualmente sin emisión                                                                      |               |
| Guarico          | Valle de la Pascua      | Deportiva                          | Circuito Candela Pura              | FM                                 | 98.3                               |                                                                                              |               |
| La Guaira        | La Guaira               | La Romántica                       | Circuito La Romántica              | FM                                 | 90.3                               | Anteriormente Radio Paraíso                                                                  |               |
| La Guaira        | La Guaira               | Tiburón                            | Circuito Fiesta                    | FM                                 | 94.9                               |                                                                                              |               |
| La Guaira        | La Guaira               | RQ                                 | AM Center                          | AM                                 | 910                                | Repetidora de la señal caraqueña                                                             |               |
| Lara             | Barquisimeto            | Cardenales                         | Circuito Fiesta                    | FM                                 | 92.1                               | Anteriormente Fiesta, es parte del Circuito Fiesta.                                          |               |
| Lara             | Barquisimeto            | Deportiva Radio Barquisimeto       | AM Center                          | AM                                 | 690                                |                                                                                              |               |
| Lara             | Barquisimeto            | Somos                              | Circuito La Romántica              | FM                                 | 93.5                               | Afiliación conjunta con la Corporación SOMOS Media, C.A.                                     | [ 14 ]        |
| Mérida           | El Vigía                | Panamericana Stereo                | Circuito Fiesta                    | FM                                 | 99.3                               |                                                                                              |               |
| Mérida           | El Vigía/Mérida         | Ondas Panamericanas                | AM Center                          | AM                                 | 1270                               |                                                                                              |               |
| Mérida           | El Vigía/Mérida         | Radio Mérida                       | AM Center                          | AM                                 | 1490                               |                                                                                              |               |
| Mérida           | Mérida                  | La Romántica                       | Circuito La Romántica              | FM                                 | 88.7                               |                                                                                              |               |
| Mérida           | Mérida                  | Candela Pura                       | Circuito Candela Pura              | FM                                 | 98.3                               |                                                                                              |               |
| Mérida           | Mérida                  | Hot                                | Circuito Hot                       | FM                                 | 104.5                              | Actualmente sin emisión                                                                      |               |
| Miranda          | Miranda                 | RQ                                 | AM Center                          | AM                                 | 910                                | Repetidora de la señal caraqueña                                                             |               |
| Miranda          | Charallave              | Sigma                              | Circuito La Romántica              | FM                                 | 105.1                              | En el Estado Miranda esta frecuencia está actualmente afiliada con el Circuito Adulto Joven. | [ 15 ]        |
| Miranda          | Charallave              | Radio Armonía                      | AM Center                          | AM                                 | 1360                               |                                                                                              |               |
| Miranda          | Cúa                     | La Perla del Tuy                   | Circuito Fiesta                    | FM                                 | 96.5                               |                                                                                              |               |
| Miranda          | Guarenas/Guatire        | Sol Stereo                         | Circuito La Romántica              | FM                                 | 88.5                               |                                                                                              |               |
| Miranda          | Guarenas/Guatire        | RadioCanal                         | Circuito Fiesta                    | FM                                 | 98.3                               |                                                                                              | [ 16 ]        |
| Monagas          | Maturín                 | Fiesta                             | Circuito Fiesta                    | FM                                 | 102.1                              |                                                                                              |               |
| Monagas          | Maturín                 | La Romántica                       | Circuito La Romántica              | FM                                 | 97.1                               |                                                                                              |               |
| Nueva Esparta    | Juan Griego             | La Antillana                       | Circuito Fiesta                    | FM                                 | 92.9                               | Cerrada el 1 de agosto de 2009 por órdenes de CONATEL                                        |               |
| Nueva Esparta    | Porlamar                | La Romántica                       | Circuito La Romántica              | FM                                 | 98.9                               |                                                                                              |               |
| Nueva Esparta    | Porlamar                | Radio Porlamar                     | AM Center                          | AM                                 | 1140                               | Cerrada el 1 de agosto de 2009 por órdenes de CONATEL                                        |               |
| Portuguesa       | Acarigua/Araure         | Fiesta                             | Circuito Fiesta                    | FM                                 | 105.9                              |                                                                                              |               |
| Portuguesa       | Guanare                 | Hot                                | Circuito Hot                       | FM                                 | 107.5                              | Actualmente sin emisión                                                                      |               |
| Sucre            | Cumaná                  | Fiesta                             | Circuito Fiesta                    | FM                                 | 107.5                              |                                                                                              |               |
| Sucre            | Cumaná                  | RM                                 | AM Center                          | AM                                 | 1580                               |                                                                                              |               |
| Táchira          | La Grita                | Fiesta                             | Circuito Fiesta                    | FM                                 | 105.9                              | Anteriormente Fascinación                                                                    |               |
| Táchira          | La Grita                | Radio Altura                       | AM Center                          | AM                                 | 820                                |                                                                                              |               |
| Táchira          | San Antonio del Táchira | Fiesta Frontera                    | Circuito Fiesta                    | FM                                 | 93.3                               |                                                                                              |               |
| Táchira          | San Antonio del Táchira | Fiesta                             | Circuito Fiesta                    | FM                                 | 98.7                               | Anteriormente La Romántica, fue parte del Circuito La Romántica.                             |               |
| Táchira          | San Antonio del Táchira | Radio Frontera                     | AM Center                          | AM                                 | 730                                |                                                                                              |               |
| Táchira          | San Cristóbal           | Fiesta Táchira RUBIO               | Circuito Fiesta                    | FM                                 | 107.7                              | Cerrada por ilegal                                                                           |               |
| Táchira          | San Cristóbal           | La Romántica                       | Circuito La Romántica              | FM                                 | 107.3                              | Anteriormente Fiesta, fue parte del Circuito Fiesta.                                         |               |
| Táchira          | San Cristóbal           | Táchira                            | AM Center                          | AM                                 | 1000                               |                                                                                              |               |
| Trujillo         | Boconó/Trujillo         | Jardín                             | Circuito La Romántica              | FM                                 | 103.7                              |                                                                                              |               |
| Trujillo         | Boconó/Trujillo         | Jardín                             | AM Center                          | AM                                 | 1460                               |                                                                                              |               |
| Yaracuy          | San Felipe              | Candela Pura                       | Circuito Candela Pura              | FM                                 | 93.7                               |                                                                                              | [ 17 ]        |
| Zulia            | Machiques               | Sierra                             | Circuito Fiesta                    | FM                                 | 99.1                               |                                                                                              |               |
| Zulia            | Cabimas                 | Zumaque                            | Circuito Fiesta                    | FM                                 | 90.5                               |                                                                                              |               |
| Zulia            | Maracaibo               | Leyenda                            | Circuito La Romántica              | FM                                 | 96.1                               |                                                                                              |               |

## FM Center es Noticia
FM Center es Noticia es un programa de noticias de las emisoras de FM Center, dirigida y presentada por Roxanna Infante, que se emite en las emisoras integradas en esta emisora, incluidas las emisoras matrices de Caracas. se trasmite 3 veces al día de lunes a viernes a las 7:00 a. m., 12:00 p. m. y 7:00 p. m., en donde se emite las noticias nacionales, internacionales, deportes y arte y espectáculos, incluidos los avance informativos.
El programa también se transmite en emisiones especiales cuando la situación así lo amerite:
- Emisión especial en Carnaval y Semana Santa.

## Traffic Center
Desde su introducción en septiembre de 2000, Traffic Center hace llegar oportuna y efectivamente el estado del tránsito en el Distrito Metropolitano de Caracas. También informa a los conductores sobre rutas alternativas para evitar el tráfico y acerca de campañas preventivas sobre los muchos problemas que afectan el sistema de tránsito de Caracas. Los reportes pueden ser escuchados en RQ 910 AM, La Romántica 88.9 FM, Candela Pura 91.9 FM, Hot 94.1 FM y Fiesta 106.5 FM en Caracas, La Romántica 90.3 FM en La Guaira, Ciclón 105.5 FM La Fiesta de Guatire, Ciudad 106.1 FM la Romántica de los Altos Mirandinos, Fiesta 96.5 FM La Perla del Tuy y Sabor Latino 95.5 FM La Fiesta de Maracay. El programa es transmitido de lunes a viernes:
- Las emisiones de Traffic Center se trasmite 11 veces al día de lunes a viernes de la siguiente manera: Traffic Center Volando a las 7:20 a. m., 7:40 a. m., 12:20 p. m., 12:40 p. m., 5:10 p. m. y 5:25 p. m., y Traffic Center Rodando a las 8:10 a. m., 8:30 a. m., 10:40 a. m., 2:40 p. m. y 4:40 p. m. Traffic Center Volando es conducido por Renato Yánez a bordo de un helicóptero Bell Ranger rojo, y Traffic Center Rodando es conducido por Jonathan Quantip y Jonnathan Quintero a bordo de las motocicletas de Trafic Center.[19]

Cabe destacar que "Traffic Center Rodando" ha empezado a transmitirse también desde octubre de 2014 en las ciudades de Valencia (La Romántica 94.3 FM) y Puerto La Cruz (La Romántica 98.9 FM). 
El programa también se transmite en ocasiones especiales cuando la situación así lo amerite:
- Campañas de tránsito en Carnaval y Semana Santa.
- Los fines de semana en principales autopistas y carreteras al Oeste y Este de Caracas.
- Emergencias en áreas cerca de la capital venezolana.

## Derechos deportivos
AM Center y FM Center constituye el circuito radial del equipo Navegantes del Magallanes de la LVBP teniendo a RQ 910 AM y Candela Pura 91.9 FM (este último que cuando haya Caracas-Magallanes), como sus emisoras matrices. Hasta 2018 este circuito pertenecía a los Tiburones de La Guaira los cuales migraron al Circuito Onda. AM Center y FM Center constituye el circuito radial del equipo Caracas Fútbol Club teniendo a Hot 94.1 FM y RQ 910 AM como su emisoras matrices. Hasta 2021 cuando Deportiva 1300 AM Center (la 1ra emisora matriz del dicho club) finalizó sus emisiones, y terminó convirtiendo a Hot 94.1 FM como el reemplazó de las emisiones deportivas de Deportiva 1300 AM. AM Center y FM Center constituye el circuito radial de la Major League Baseball, incluyendo el Juego de las Estrellas y la Serie Mundial de la MLB, teniendo a RQ 910 AM como su emisora matriz que transmite 3 juegos a la semana durante la temporada. Hasta 2024 cuando la emisora Hot 94.1 FM empezó a emitirla en simulcast junto con RQ 910 AM por primera vez en la historia. En el año 2023 la emisora firmó un acuerdo con la Federación Venezolana de Fútbol para transmitir los partidos de la Selección de fútbol de Venezuela y entre otras selecciones hasta el año 2026. A partir del 2024 empezó a transmitir la Liga FUTVE gracias a un acuerdo entre la Federación Venezolana de Fútbol y el circuito. El 1 de mayo de 2024, la emisora anunció como circuito oficial del Cocodrilos de Caracas de la Superliga Profesional de Baloncesto a partir de la temporada 2024, teniendo a Candela Pura 91.9 FM y RQ 910 AM como sus emisoras matrices, siendo el encuentro Piratas de La Guaira vs. Cocodrilos de Caracas, el primer partido en transmitirse. También, el 8 de mayo del mismo año, la emisora anunció que transmitirá la Liga Mayor de Béisbol Profesional Venezolana a partir de la temporada 2024. A partir del 2025 empezó a transmitir la Superliga Profesional de Baloncesto gracias a un acuerdo entre la organización y el circuito, siendo el encuentro Gladiadores de Anzoátegui vs. Piratas de La Guaira, el primer partido en transmitirse.

## Responsabilidad Social
La responsabilidad social en FM Center se lleva a cabo a través de la Fundación FM Center Durante los últimos años, no sólo ha beneficiado a la colectividad con aportes y ayuda material, sino que ha tomado el rol de forjar la próxima generación en la industria de la radio en Venezuela. A través del programa Vive la Radio, "Fundación FM Center" busca dar educación a futuros operadores, locutores, productores y ejecutivos de ventas, involucrados en el negocio de la radio.
Como una respuesta al deterioro moral de la sociedad venezolana, FM Center relanza los mensajes correspondientes al concepto Buen Ciudadano. Los mismos se encuentran dirigidos a introducir apropiadas conductas cívicas y gregarias a los ciudadanos, mediante la explicación de las consecuencias de sus acciones y los efectos que conllevan en la sociedad. La voz es proporcionada por Martha Rodríguez Miranda, quien se hizo muy famosa en Venezuela por una versión televisada del formato durante los 80 y 90, al punto que a veces se le conoce como "La Buena Ciudadana".